# سیارک ۱۳۲۴۸
سیارک ۱۳۲۴۸ (به انگلیسی: 13248 Fornasier، نامگذاری:1998MT37) سیزده هزار و دویست و چهل و هشتمین سیارک کشف شده‌است که در ۲۴ ژوئن ۱۹۹۸ کشف شد.
قدر مطلق سیارک برابر ۲۲.۴ است.